# Mosgiel

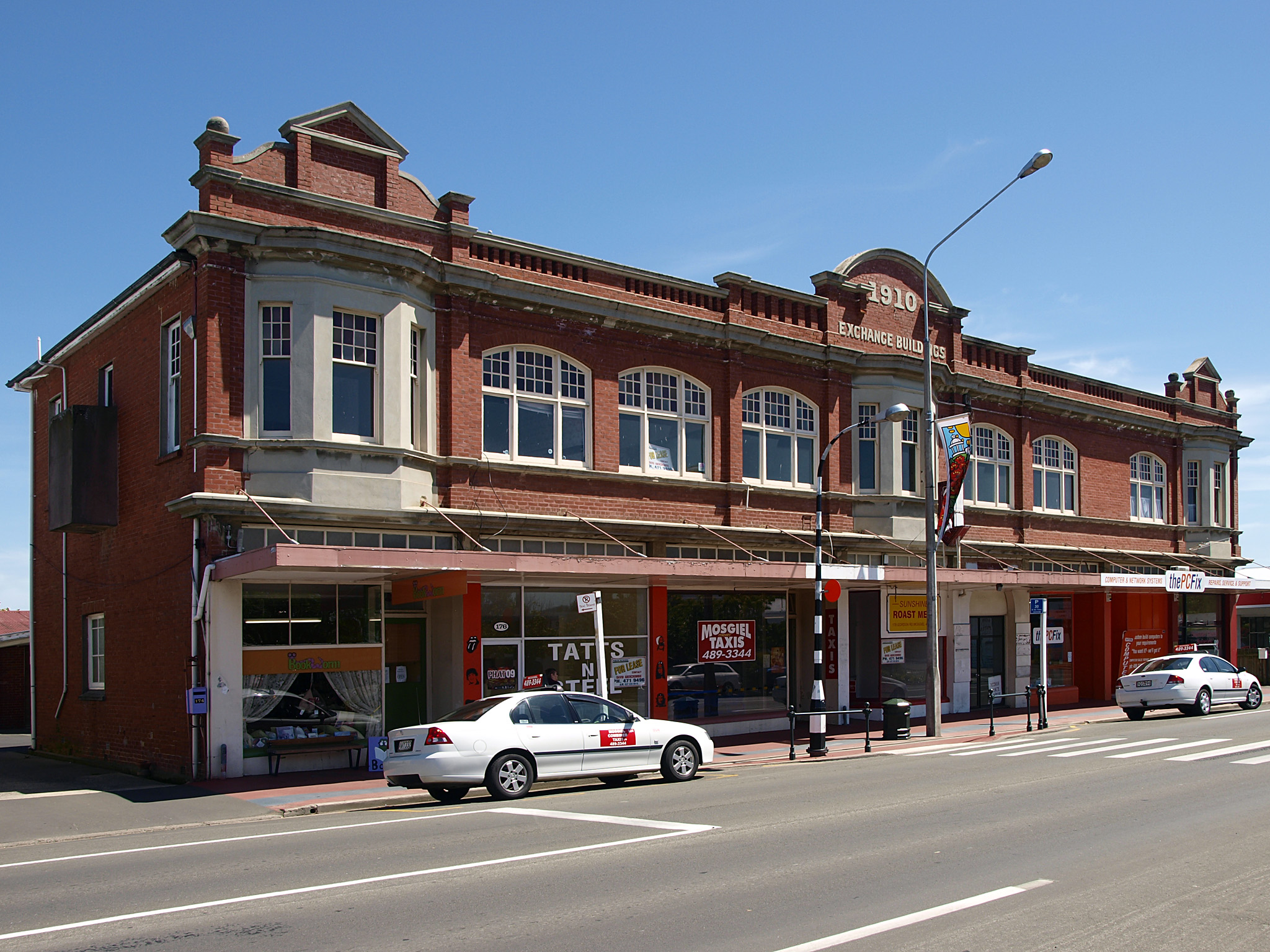
Exchange Buildings, 1910, Historisches Gebäude

Mosgiel ist ein Vorort im Stadtgebiet von Dunedin auf der Südinsel von Neuseeland. Obwohl Mosgiel seit der Verwaltungsreform vom 1989 (Local Government Reform 1987–1989) ein Vorort von Dunedin ist, sehen sich viele Einwohner immer noch als Bewohner einer eigenständigen Stadt.

## Namensherkunft
Die Ansiedlung wurde von Thomas Burns (1796–1871), Pfarrer, Mitbegründer von Dunedin und Gründer der First Church of Otago, in Erinnerung an seinen Geburtsort Mossgiel, eine Farm in Ayrshire in Schottland so genannt, verlor wohl aufgrund von seines Sohns, Arthur John Burns, Schreibweise ab 1857 das zweite „s“.

## Geografie
Mosgiel liegt am östlichen Ende der Taieri Plains am Taieri River und ist im Norden, Osten und Süden von den in Richtung Pazifischer Ozean auslaufenden Bergen der Region Otago umgeben. Obwohl nur 12 km vom Stadtzentrum von Dunedin entfernt, ist Mosgiel geographisch durch den dazwischen liegenden Kraterrand eines früheren Vulkans auf natürliche Weise von dem Stadtzentrum von Dunedin getrennt.

## Geschichte
Wie auch in Dunedin, wurden die technischen Grundlagen für die Gründung der Stadt Mosgiel von dem Landvermesser und Planer Charles Henry Kettle (1821–1862) geschaffen. Ende März 1848 begann er mit der Erforschung der Taieri Plains und entschied sich sehr schnell, den östlichen Teil der Ebene entlang des Taieri Rivers als Ansiedlungsfläche auszuwählen. Im Juni 1848 begann dann Thomas Burns mit der Zuteilung von je 52 Acres großen Parzellen an einzelne Mitglieder des Siedlungsprojektes der Free Church of Scotland. Burns selbst sicherte sich auch einige Anteile am Land und sein Sohn, Arthur John Burns wurde 1855 als der erste Farmer bekannt, der seine Farm als Wirtschaftsbetrieb führte. Burns Sohn war es auch, der versuchte, neben der Landwirtschaft mit der Wollindustrie ein zweites wirtschaftliches Standbein für Mosgiel aufzubauen und gründete 1869 die Mosgiel Woollen Co.. Infolge des Otago Goldrauschs (1861–1863) erlebte auch Mosgiel einen Aufschwung, der zur Verbesserung der Infrastruktur genutzt wurde und Mosgiel besser an Dunedin angebunden wurde. Dadurch wurde Mosgiel zusätzlich als Produktionsstandort und als Landwohnsitz wohlhabender Bürger Dunedins interessant.
Nach der Abschaffung der Provinzialverwaltungen im Jahre 1875, wurden mit dem Counties' Act von 1876 in Neuseeland 63 neue Counties  (Landkreise) geschaffen, von denen der Taieri County einer war. Das Gerangel um den Verwaltungsstandort des County wurde erst drei Jahre später im zweiten Anlauf für Mosgiel entschieden und die offizielle Ernennung erst im Februar 1882 vorgenommen.
Nach der Eröffnung der Eisenbahnstrecke Otago Central Railway im Jahr 1891, die in Mosgiel von der Main South Line abzweigte und die Stadt mit Middlemarch in Central Otago verband, bekam Mosgiel weiteren wirtschaftlichen Aufschwung. Mit dem Farmland als wirtschaftliche Basis im Hintergrund entwickelte sich neben der Wollindustrie die Landmaschinenindustrie und der Dienstleistungsbereich rapide. Mosgiel wuchs damit von 418 Einwohnern im Jahr 1881 auf über 1463 Einwohner um die Jahrhundertwende und auf über 9400 Einwohner in 1976 an. Mosgiel erreichte damit seinen wirtschaftlichen Höhepunkt. Die anschließenden schrittweise Schließung von Fertigungsstätten in den Jahren danach führte zum Bevölkerungsschwund, der bis heute noch anhält. Der letzte größere Verlust von über 430 Arbeitsplätzen stellte die Schließung von Fisher & Paykel, einem Hersteller von elektrischen Haushaltsgeräten, dar.
Von 1900 bis zum Umzug nach Auckland 1997 war Mosgiel Sitz des nationalen Priesterseminars Neuseelands, dem Holy Cross College der römisch-katholischen Kirche.

## Bevölkerung
Zum Zensus des Jahres 2013 zählte der Ort 6708 Einwohner, 0,01 % weniger als zur Volkszählung im Jahr 2006.

## Wirtschaft
Die dominierenden Wirtschaftszweige sind nach wie vor die Landwirtschaft, gefolgt vom Dienstleistungssektor. Auf der alten Eisenbahnstrecke verkehrt nun der für den Tourismus bedeutende Museumszug Taieri Gorge Railway. Als Wohnort zieht Mosgiel heute einerseits Menschen an, die preiswerte Häuser mit genügend Abstand zum Nachbarn suchen und anderseits Menschen mit ausreichend Geld, die sich im Kinmont Park, an den Hängen von Saddle Hill – 1770 von Kapitän James Cook so benannt – eine hervorragende Aussicht auf Mosgiel und der Taieri Plains sichern wollen.

## Infrastruktur

### Straßenverkehr
Mosgiel ist über den New Zealand State Highway 1 direkt mit Dunedin verbunden. Von diesem zweigt der State Highway 87 nach Middlemarch und Strath Taieri ab und führt durch das Stadtgebiet.

### Schienenverkehr
Mosgiel liegt an der Bahnstrecke Lyttelton–Invercargill. Die Eisenbahn erreichte den Ort 1875. Nachdem im Februar 2002 der Southerner eingestellt wurde, findet hier heute ausschließlich Güterverkehr statt.

## Persönlichkeiten
- James McGarry (* 1998), Fußballspieler